# Dalila Kerchouche
Dalila Kerchouche, née en 1973 à Bias,, est une journaliste et écrivaine française.

## Biographie
Elle est née en 1973 dans un camp de harkis du Sud-Ouest de la France, situé dans le Lot-et-Garonne. Ancienne journaliste à l'Express et au Figaro Madame, Dalila Kerchouche a reçu le prix de l'Association des femmes journalistes à l'âge de 21 ans pour son premier article paru dans L'Express, intitulé « Un voile sur l'Olympisme ». Elle est surtout connue par son récit autobiographique Mon père, ce harki (éditions du Seuil, 2003), qui s'est vendu à 40 000 exemplaires et a reçu un large écho dans la presse.
Cet ouvrage est à la base du scénario du téléfilm Harkis, d'Alain Tasma, co-écrit avec le scénariste et réalisateur Arnaud Malherbe, diffusé en prime-time sur France 2 en octobre 2006, réunissant plus de 6,3 millions de téléspectateurs. Ce film a reçu le Prix Europa du meilleur scénario de fiction, remis à Berlin en 2007. Elle est aussi l'auteur du documentaire Amères patries, diffusé sur France 5, et du roman Leïla, Avoir 17 ans dans un camp de harkis (Seuil, 2007). Elle dénonce la discrimination institutionnelle dont ont été victimes les anciens supplétifs de l'armée française, l'ingratitude de la France à leur égard ainsi que les mensonges d'État, et contribue à réhabiliter l'histoire des harkis dans la mémoire collective. 
Son roman, Leïla, a reçu le prix Solidarité remis au Salon du livre de Paris en 2008.
Le 21 septembre 2016, elle publie Espionnes, aux éditions Flammarion, une plongée inédite dans les services secrets français, pour découvrir le vrai visage des femmes engagées dans la sûreté nationale. Pour la première fois, une cinquantaine d'entre elles, enquêteurs à la DRNED, officiers traitants à la DGSE, agents de la DGSI et des nouveaux RG, contre-espionnes militaires ou super-douanières, ont accepté de se confier à une journaliste. Elles ont raconté ce qu'elles ne confient ni à leurs collègues, ni à leurs maris. Leurs doubles vies sous haute tension, la traque des terroristes de Charlie Hebdo et des attaques du 13 novembre, le poids du secret dans le couple, le machisme des espions et leur combat pour s'imposer dans ce monde d'ombre et de pouvoir. Sans rien occulter des failles comme des succès des services secrets dans la lutte contre le terrorisme.

## Publications
- Sexploratrices : à la conquête du plaisir, Flammarion, 2020.
- Espionnes, éditions Flammarion, 2016.
- Leila : avoir dix-sept ans dans un camp de harkis, éditions du Seuil, 2006  (ISBN 2-02-084791-4).
- Mon Père, ce Harki, éditions du Seuil, 2003  (ISBN 2-02-068539-6)
- Destins de harkis. Aux racines d'un exil, photographies de Stephan Gladieu, préface de Jean-Jacques Jordi, 2003, éditions Autrement.